# Animal Alpha
Animal Alpha — коллектив из пяти музыкантов, образованный в Норвегии в 2002 году и распавшийся в 2009.

## Состав
- Agnete Maria Forfang Kjølsrud — вокал
- Christian Wibe — гитара и вокал
- Christer-André Cederberg — гитара и вокал
- Lars Imre Bidtnes — бас-гитара
- Kenneth Kapstad — барабаны

## История группы
Успех неизвестной когда-то группе принесло выступление на Øya Festival в Осло. И несмотря на то, что на тот момент у Animal Alpha не было ни демо, ни студийных записей, популярность продолжала прибывать так, что билеты на их живые выступления распродавались без остатка. Весь 2004 год группа провела на различных концертных площадках в разных городах Норвегии. 

Борьба за право предоставить группе возможность записать полноценный студийный альбом развернулась между, ни много ни мало, 11 студиями звукозаписи. В итоге группа отдала предпочтение небольшому инди-лейблу Racing Junior. Именно на нём в 2005 был записан первый одноимённый EP и первый студийный альбом Pheromones, увидевший свет осенью 2005.

EP за короткий период времени стал «золотым», с альбома было выпущено два сингла, снято видео на Bundy. Всё это, а также яркие живые выступления группы, способствовали тому, что группу стали замечать не только в своей стране, но и за её пределами. Таким образом, Animal Alpha стали частыми гостями на различных фестивалях в Англии, Германии, Голландии, Бельгии, Швеции, Финляндии и др.
Второй студийный альбом под названием You Pay for the Whole Seat, but You’ll Only Need the Edge' увидел свет 28 января 2008 года.

## Дискография
- 2005 — Animal Alpha' (EP)
- 2005 — Pheromones
- 2005 — сингл Bundy
- 2005 — сингл Most Wanted Cowboys
- 2008 — You Pay For The Whole Seat, But You’ll Only Need The Edge